# Jesús Bal y Gay
Jesús Bal y Gay (Lugo, 23 juin 1905 – Madrid, 3 mars 1993) est un compositeur et musicologue espagnol d'origine galicienne.

## Biographie

### Formation
Il commence ses études musicales dans sa ville natale. Il s'engage avec le groupe de la revue Ronsel dans laquelle il publie Hacia el ballet gallego (1924) [Vers le ballet galicien], qui représente son lancement dans la vie littéraire professionnelle. En collaboration avec Eduardo Martínez Torner, il entreprend un projet de collation qui occupe son temps et nécessite des déplacements, le Cancionero gallego, qui ne devait voir le jour que quarante ans après, en 1974 ; c'est son œuvre la plus célèbre. Il s'installe à Saint-Jacques de Compostelle pour y étudier la médecine, mais quitte tout pour aller à Madrid, où en 1924, il entre à la résidence des étudiants.
Il vit à la résidence entre 1925 et 1933 et en est un partenaire actif. Il organise le service de musique et travaille dur dans les activités du Conseil des études et de la recherche scientifique, grâce à laquelle il peut poursuivre son œuvre monumentale (avec Eduardo Martínez Torner), le Cancionero gallego (dont le contenu est repris plus tard par des groupes de musique, notamment l'ensemble galicien de musique traditionnelle Milladoiro). Mais dans son travail d'ethnomusicologie il s'aventure aussi dans la musique populaire de la province d'Estrémadure et dans le répertoire hispanique des XVIe et XVIIe siècles. Il fait partie du Centre d'études historiques, dirigé par Ramón Menéndez Pidal. Mais c'est la résidence d'étudiants qui lui ouvre les portes de la musique d'avant-garde, car l'époque coïncide avec Francis Poulenc, Maurice Ravel, Igor Stravinsky et Manuel de Falla. Il est également connu par ses liens avec la pianiste Rosa García Ascot, une élève d'Enrique Granados et la seule étudiante de Manuel de Falla, ensuite membre du Groupe des Huit et son épouse. Il connait également à la résidence de Federico García Lorca.
En 1926, il commence à fréquenter plus assidûment Falla et dès 1927, il est impliqué dans le Seminario de Estudios Gallegos et traite des jeunes intellectuels et artistes réunis autour de lui. Il collabore à des journaux, principalement aux pages d'El Pueblo Gallego de Vigo. La publication du texte, Las 30 canciones de Lope de Vega, lui vaut une invitation à l'Université de Cambridge, où dès 1935, il exerce en tant que professeur pendant trois ans.

### Exil mexicain
Ne pouvant retourner en Espagne en raison de la guerre civile, en 1938, il s'exile au Mexique, où il est accueilli par le président Lázaro Cárdenas. Sa femme ne le suivra que plus tard, étant restée à Paris pour suivre les cours de Nadia Boulanger.
Au Mexique, il devinent l'un des piliers de la culture musicale avec son collègue Adolfo Salazar et il développe alors un prolifique, et peu connu, travail en tant que musicologue, essayiste, traducteur, collaborateur de presse et compositeur, parmi ses nombreuses autres activités, qui allait faire de lui un référent de la vie musicale mexicaine. Son amitié intime avec Igor Stravinsky et son épouse Vera débute à ce moment-là. Le musicien, avec son épouse et Vera Stravinsky, ouvrent la première galerie d'art du Mexique, Diana, qui expose les œuvres de Remedios Varo ou Leonora Carrington. Il a également participé à la radio et au département de la recherche de musique de l'Université autonome et collabore en tant que critique musical à El Universal et Excélsior. Il est considéré comme un point de référence de l'avant-garde de par l'influence de son grand ami Stravinsky. Au Mexique, sont créées certaines de ses œuvres comme la Serenata ou El ballet don Quijote et publié le Cancionero de Upsala, Tesoro de la música polifónica en México [Trésor de la musique polyphonique au Mexique], ou une étude sur Chopin.

### Retour en Espagne
Il retourne en Espagne en 1965. Après une première étape où certaines de ses œuvres sont créées, et à l'exception de quelques points de reconnaissance et d'honneur, il vit sa retraite de l'activité publique musicale. Il vit avec son épouse quelques années Paseo de La Habana, jusqu'à ce que, en raison de sa faible santé, une fois installé à Torrelaguna (commune de Madrid), il décède en 1993. Sa femme lui survit près d'une décennie, pour mourir âgée de cent ans en 2002. Mari et femme reposent au cimetière de Madrid. Son arrière-petit-fils, Marcos Sueiro Bal, est aussi un compositeur et ingénieur du son, catégorie dans laquelle il a été nommé pour un Grammy Award en 2009.

## Œuvre
Il a également écrit, La música en la Residencia [La musique dans la Résidence] (Mexico 1963), plusieurs essais consacré à la musique de Chopin et Debussy. En 1960, il publie Tientos (essais en esthétique musicale) édité par l'Université nationale autonome du Mexique. Parmi ses transcriptions de musique ancienne et populaire figurent les 30 canciones de Lope de Vega, édité par la Résidence en 1935 et le Cancionero de Upsala, publié au Mexique. Il a composé, entre autres, Sérénade pour orchestre à cordes (1942) et le Concerto Grosso en hommage à Jean-Sébastien Bach, sa dernière composition.
En plus de sa famille directe, la Résidence d'étudiants garde une partie des archives, formée par une riche correspondance avec des musiciens internationaux de son temps, les représentants de l'Institution libre d'enseignement et d'intellectuels galliciens, des relevés de notes de polyphonie et de la collection des chants classiques d'Estrémadure, ainsi que des études inédites sur les vihuelaistes espagnols du XVIe siècle et tout le matériel pour le Cancioneiro Galego. Il y a aussi des manuscrits de la plupart de ses compositions originales, dont un inédit Ode à la Don Quichotte de la manche et d'autres transcriptions de musique : Carlos Chávez, Stravinsky, de Falla, Nikolaï Rimski-Korsakov, Rosa García Ascot. Il y a également des coupures de ses collaborations journalistiques de critique musicale développée au Mexique et un projet de livre sur Falla.